# Stazione di Pratola Peligna Superiore
La stazione di Pratola Peligna Superiore è una fermata ferroviaria posta sulla linea Terni-Sulmona. È posta nel territorio comunale di Pratola Peligna, in posizione elevata rispetto al centro abitato.

## Storia
La fermata fu attivata il 1º aprile 1921.
Il 16 dicembre 1941 venne trasformata in stazione, con l'attivazione di un binario di raddoppio. In seguito tornò fermata.

## Movimento
La stazione è servita da treni regionali gestiti da Trenitalia per conto della regione Abruzzo, da e per L'Aquila e Sulmona.